# Welfrange
Welfrange (luxembourgeois: Welfreng, allemand: Welfringen) est une section de la commune luxembourgeoise de Dalheim située dans le canton de Remich.